# São Pedro do Paraná
São Pedro do Paraná là một đô thị thuộc bang Paraná, Brasil. Đô thị này có diện tích 250,653 km², dân số năm 2007 là 2580 người, mật độ 9,4 người/km².